# イェルク・ヴィルハルム

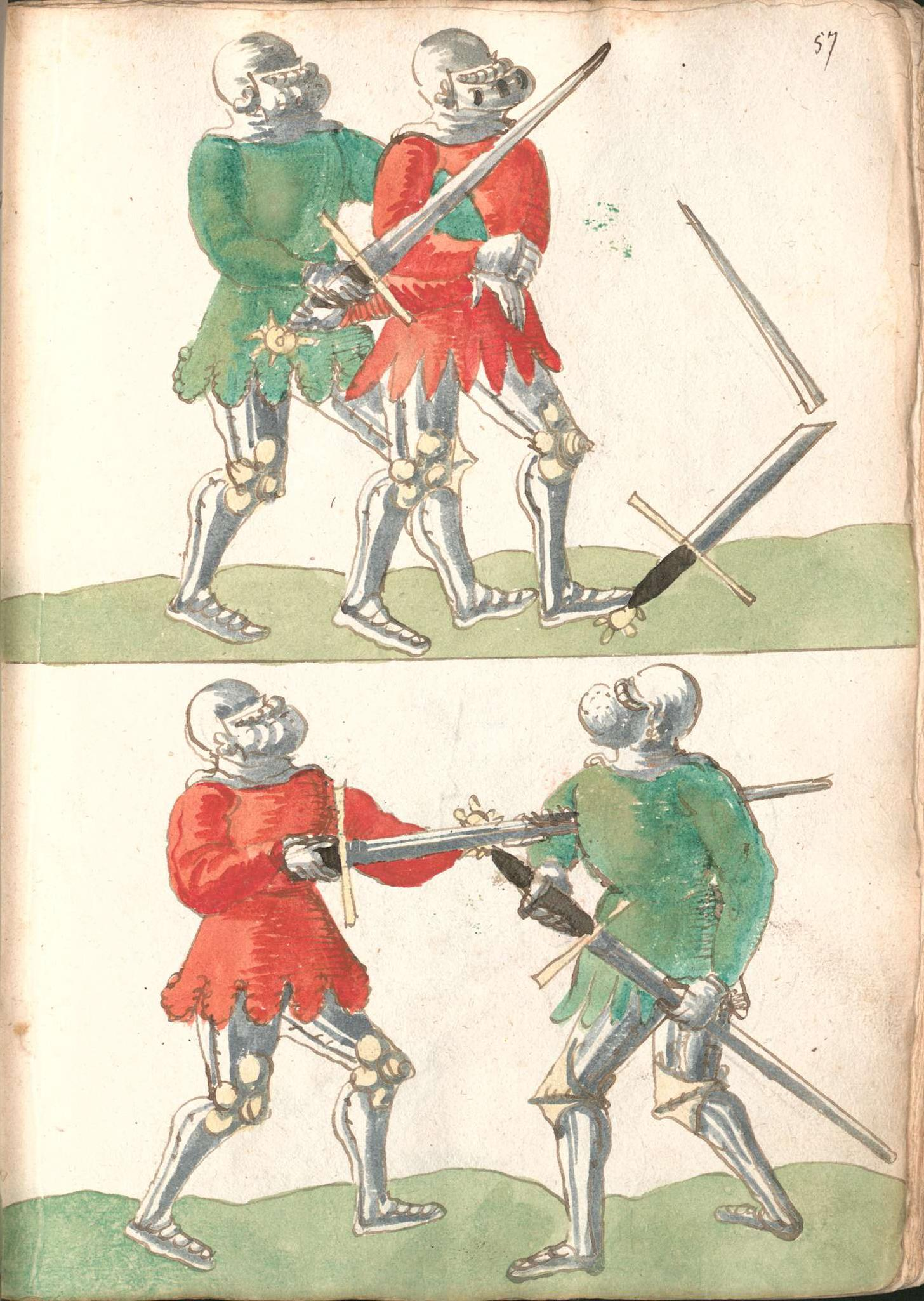
甲冑戦闘（壊れた剣の珍しい描写） Cgm 3711 fol. 57r

イェルク・ヴィルハルム（Jörg Wilhalm）は、16世紀初頭ドイツの剣術家、帽子工、アウクスブルク市民。
彼に帰される武術書が5点、現存している。
- 『Cod.I.6.4°.5』（1522年）：47葉、アウクスブルク大学図書館蔵、1522年パウルス・ヘクトル・マイアーによる購入。
- 『Cod.I.6.2°.3』（1522年）：43葉、アウクスブルク大学図書館蔵、1561年マイアーによる購入。
- 『Cod.I.6.2°.2』（1523年）：72葉、アウクスブルク大学図書館蔵、1544年マイアーによる購入。
- 『Cgm 3711』（1523年）：102葉、ミュンヘン
- 『Cgm 3712』：212葉、ミュンヘン

手稿『Cgm 3711』は一風変わっており、何人かの剣士が滑稽なカーニヴァルの衣装を着た姿で描かれている。